# Gunthwaite
Gunthwaite är en by i civil parish Gunthwaite and Ingbirchworth, i distriktet Barnsley, i grevskapet South Yorkshire, i England. Byn är belägen 11 km från Barnsley. Gunthwaite var en civil parish från 1866 till 1938 då den blev en del av Gunthwaite and Ingbirchworth. Civil parish hade 64 invånare år 1931.